# Campeonato Europeo de Bádminton de 1968
El I Campeonato Europeo de Bádminton se celebró en Bochum (RFA) del 19 al 21 de abril de 1968 bajo la organización de la Unión Europea de Bádminton (EBU) y la Federación Alemana de Bádminton.

## Medallistas
| Evento               | Oro                                       | Plata                                     | Bronce                                                                                  |
| -------------------- | ----------------------------------------- | ----------------------------------------- | --------------------------------------------------------------------------------------- |
| Individual masculino | Sture Johnsson · Suecia                   | Wolfgang Bochow RFA                       | Elo Hansen Dinamarca Jørgen Mortensen Dinamarca                                         |
| Dobles masculino     | David Eddy Roger Powell Inglaterra        | Anthony Jordan Roger Mills Inglaterra     | Robert McCoig Mac Henderson Escocia Franz Beinvogl Willi Braun RFA                      |
| Individual femenino  | Irmgard Latz RFA                          | Marieluise Wackerow RFA                   | Eva Twedberg · Suecia Angela Bairstow · Inglaterra                                      |
| Dobles femenino      | Margaret Boxall Susan Whetnall Inglaterra | Angela Bairstow Gillian Perrin Inglaterra | Agnes Geene · Joke van Beusekom · Países Bajos Anne Flindt · Bente Sørensen · Dinamarca |
| Dobles mixto         | Anthony Jordan Susan Whetnall Inglaterra  | Roger Mills Gillian Perrin Inglaterra     | Wolfgang Bochow Irmgard Latz RFA Klaus Kaagaard Anne Flindt Dinamarca                   |

## Medallero
| Núm. | País         | Oro | Plata | Bronce | Total |
| ---- | ------------ | --- | ----- | ------ | ----- |
| 1    | Inglaterra   | 3   | 3     | 1      | 7     |
| 2    | RFA          | 1   | 2     | 2      | 5     |
| 3    | Suecia       | 1   | 0     | 1      | 2     |
| 4    | Dinamarca    | 0   | 0     | 4      | 4     |
| 5    | Escocia      | 0   | 0     | 1      | 1     |
| 5    | Países Bajos | 0   | 0     | 1      | 1     |
|      | TOTAL        | 5   | 5     | 10     | 20    |